# Гильденбург, Владимир Борисович
Влади́мир Бори́сович Гильденбу́рг (род. 27 сентября 1936, Бобруйск) — советский и российский физик, специалист в физике плазмы. Заслуженный профессор кафедры электродинамики радиофизического факультета ННГУ. Научный сотрудник ИПФ РАН.

## Биография
В 1959 году окончил радиофизический факультет ГГУ. После его окончания поступил в аспирантуру, которую окончил в 1962 году. С 1962 года преподаёт в Горьковской государственном университете. С 2002 по 2008 годы заведовал кафедрой электродинамики. Параллельно с 1966 года работает научным сотрудником в Научно-исследовательском радиофизическом институте. В 1977 году переходит в только что созданный Институт прикладной физики АН СССР.
С 1991 года член-корреспондент РАЕН.

## Научная деятельность
Основные работы посвящены физике плазмы, взаимодействию мощного электромагнитного излучения с веществом, нелинейной динамике микроволновых и оптических разрядов. Автор около 200 научных работ и 2 монографий.

### Основные научные труды
- В. Б. Гильденбург. О резонансных свойствах неоднородных плазменных объектов // ЖЭТФ. — 1963. — Т. 45, вып. 6. — С. 1978.

## Преподавательская деятельность
На радиофизическом факультете ГГУ (позднее — ННГУ) в разное время вёл курсы по темам «Классическая электродинамика», «Электродинамика сплошных сред», «Прикладная электродинамика», «Специальная теория относительности», «Физика плазмы».

## Награды
- Лауреат Государственной премии СССР в области науки (1987)
- Лауреат премии г. Н. Новгорода в области образования. (1994)
- Соросовский профессор (1998)
- Заслуженный профессор ННГУ (2000)
- Заслуженный деятель науки РФ (2001)